# Бабешница
Бабешница (серб. Бабешница) — река в Боснии и Герцеговине, правый приток Босны, протекает по территории общины Модрича в Республике Сербской.
Длина реки составляет 9,2 км.
Бабешница начинается около села Враняк. Генеральным направлением течения реки является север. Сливается с нижним течением Босны на высоте 105 м над уровнем моря около населённого пункта Таревци. Значимых притоков не имеет.